# Кирибати на летних Олимпийских играх 2008
Государство Кирибати приняло участие в играх летней Олимпиады во второй раз. Планировалось отправить команду из трёх человек, однако, Каитинано Мвемвита, спортсменка, которая должна была участвовать в соревнованиях по бегу на 200 метров, находилась на Фиджи, где проходила лечение от туберкулёза и не прибыла в Пекин. В итоге страну представляли один легкоатлет и один тяжелоатлет.

## Лёгкая атлетика
Спортсменов — 1
Мужчины
| Спортсмен       | Вид  | Забег     | Забег | Четвертьфинал | Четвертьфинал | Полуфинал | Полуфинал | Финал     | Финал     |
| Спортсмен       | Вид  | Результат | Место | Результат     | Место         | Результат | Место     | Результат | Место     |
| --------------- | ---- | --------- | ----- | ------------- | ------------- | --------- | --------- | --------- | --------- |
| Рабангаки Наваи | 100м | 11,29     | 73    | Не прошёл     | Не прошёл     | Не прошёл | Не прошёл | Не прошёл | Не прошёл |

### Тяжёлая атлетика
Спортсменов — 1
Мужчины
| Спортсмен      | Масса | Рывок | Рывок | Рывок | Толчок | Толчок | Толчок | Всего | Место |
| Спортсмен      | Масса | 1     | 2     | 3     | 1      | 2      | 3      | Всего | Место |
| -------------- | ----- | ----- | ----- | ----- | ------ | ------ | ------ | ----- | ----- |
| Дэвид Катоатау | 84,17 | 130   | 130   | 135   | 170    | 178    | 178    | 313   | 15    |